# Rivière Livernois
Pour les articles homonymes, voir Livernois.
La rivière Livernois (jadis désigné "rivière Pabelognang") est un affluent de la Rivière Vermillon situé à l'ouest de la rivière Saint-Maurice, dans le territoire de la ville de La Tuque, dans la région administrative de la Mauricie, au Québec, au Canada.

## Géographie
La rivière Livernois traverse les cantons de Normand, de Livernois et de Picard. La rivière Livernois qui coule vers le nord-ouest, tire ses principales sources du :
- lac Normand (altitude de 404 m) lequel est situé à la limite nord-ouest de la Seigneurie de Batiscan. Sa superficie est surtout comprise dans le canton de Normand (partie nord-ouest), et aussi dans le canton de Matawin (partie sud) et dans la seigneurie de Batiscan (partie sud-est). Ce lac fait partie de la Réserve faunique du Saint-Maurice. Ce lac se déverse au nord-ouest dans le lac Konke (longueur de 200 m et altitude de 396 m) après avoir traversé sous le pont de la route forestière. Ce dernier lac se déverse au nord-ouest dans la décharge (longueur de 4,0 km) du lac Normand, laquelle se dirige vers le nord-ouest pour rejoindre la rivière Livernois ;
- lac Baude (altitude de 405 m) dont les eaux sont retenus par un barrage situé au nord-est du lac. Il est situé dans le canton de Normand. Sa longueur est de 3,0 km et sa largeur de 2,0 km, incluant une petite baie (environ 180 m) menant au barrage situé à l'embouchure. Les lacs Baude et lac Normand sont séparés par une bande de terre montagneuse de 1,9 km.

Parcours de la rivière
La rivière Livernois débute à l'embouchure du lac Baude et se dirige vers le nord sur 1,4 km jusqu'à l'embouchure de la décharge du lac Normand ; ensuite vers le nord-ouest sur 2,2 km jusqu'à l'embouchure de la décharge du lac de la Mésange ; et sur 1,8 km jusqu'au lac Livernois en traversant un milieu humide.
Le lac livernois a une longueur de 6,2 km et altitude de 371 m, que la rivière traverse sur toute sa longueur. Puis le courant traverse un détroit de 300 m avant de se déverser dans le lac du Milieu (longueur de 2,0 km, altitude de 371 m et le barrage Papelo est aménagé à son embouchure). La décharge du lac coule sur 200 m., et les eaux se déversent dans le lac Rond (long de 1,9 km et altitude de 361 m) qui se décharge dans un long détroit de 1,9 km lequel se déverse dans un lac sans nom (longueur de 1,7 km, altitude de 358 m) qui reçoit les eaux du ruisseau Decoste. Ce dernier lac est étroit en forme de boomerang et constitue un milieu humide. Le courant traverse ce lac sur 1,5 km.
De là, la rivière continue son parcours vers le nord-ouest sur 5,7 km jusqu'à l'embouchure de la décharge du lac de la Chevrette ; sur 1,7 km vers le nord-ouest jusqu'à la limite des cantons de Picard et de Livernois ; sur 4,9 km vers le nord-ouest dans le canon de Picard, jusqu'à un coude de la rivière Vermillon. Le bassin versant de la rivière Livernois est situé entre le ruisseau Thifault au nord et le ruisseau Picardie à l'ouest. Le bassin versant de la rivière Wessonneau est situé à l'est.

## Toponymie
Le terme Livernois constitue un patronyme de famille.
Le toponyme rivière Livernois a été officialisé le 5 décembre 1968 à la Banque des noms de lieux de la Commission de toponymie du Québec.